# Przygody Sherlocka Holmesa (film 1939)
Przygody Sherlocka Holmesa (ang. The Adventures of Sherlock Holmes) – amerykański film typu mystery z 1939 roku w reżyserii Alfreda L. Werkera na podst. sztuki Sherlock Holmes Williama Gillette’a.
Wydany przez 20th Century Fox film jest drugim z czternastu filmów o Sherlocku Holmesie wyprodukowanych w latach 1939–1946, w których główne role grają Basil Rathbone jako Holmes i Nigel Bruce jako dr John Watson. Przygody Sherlocka Holmesa to ostatni film z serii, który został wydany przez 20th Century Fox i ostatni, którego akcja toczy się w okresie wiktoriańskim jak w dziełach Doyle’a (wszystkie kolejne filmy były dystrybuowane przez Universal Pictures i rozgrywają się w czasach współczesnych (tj. latach 40. XX wieku).

## Obsada
- Basil Rathbone – Sherlock Holmes
- Nigel Bruce – dr Watson
- Ida Lupino – Ann Brandon
- George Zucco – profesor Moriarty
- Alan Marshal – Jerrold Hunter
- Terry Kilburn – Billy
- Henry Stephenson – Sir Ronald Ramsgate
- E.E. Clive – inspektor Bristol
- Arthur Hohl – Bassick
- Mary Forbes – Lady Conyngham
- Peter Willes – Lloyd Brandon
- Mary Gordon – pani Hudson
- Frank Dawson – Dawes
- George Regas jako Matteo
- William Austin – Passerby
- Holmes Herbert – sędzia